# ケレンスキー攻勢
ケレンスキー攻勢（ロシア語: Наступление Керенского）は、第一次世界大戦におけるロシア帝国の最後の攻勢である。この攻勢は1917年7月にルーマニアを援護するため行われた。7月攻勢 (ロシア語: Июльское наступление）とも呼ばれる。

## 背景
ロシア臨時政府の陸海軍相であったアレクサンドル・ケレンスキーは、イギリスのダーダネルス海峡の領有を認めるという口車に乗せられアレクセイ・ブルシーロフ将軍に攻勢を命じた。2月革命のため、民衆と戦闘能力を失った軍は平和を強く求めており、この攻勢はタイミングが悪いものであった。
ニコライ2世の退位により、ロシア帝国軍の規律は危機的な状況に陥った。ペトログラードのソビエトによる最初の命令は兵士委員会の命令を優先させることであり、この命令は将校の力を著しく弱体化させた。ボリシェヴィキを含む革命勢力にとって、死刑廃止は敗北主義を達成させるための重要なものであったが、軍の弱体化をさらに促進することになった。ケレンスキーにもこの革命勢力の活動を大目に見ている節があった。それよりも重要なことは、高級司令部がこういった状況に対して適切な処置を講じなかったことである。軍の民主化によって効率的な戦闘行動を取ることにさえ失敗し、前線の将校が直面している問題に速やかに対処できなかった。抗命する者も現れ始めたので、スタフカが軍を統制できると考える者はもはや誰もいなかった。
前線で暴動が起きる光景はありふれたものとなり、将校の兵士に対するハラスメントはより残虐なものとなった。第一次世界大戦全体での勝利のために、暫定政権は連合国としての義務に応えようとしたことは、兵士の戦意をさらに喪失させた。
しかしケレンスキーはロシアの勝利によって自身の支持を得て、兵士の士気を取り戻す事に希望を見出したため、臨時政府を強化し、「世界で最も民主的な軍」の強さを宣伝した。ブルシーロフは、ケレンスキーにとってこういった行動が唯一の希望であると考えており、軍の崩壊はもはや避けられないと予見していた。

## 攻勢
1917年7月1日、ロシア軍は攻勢を開始し、ブルシーロフ攻勢と全く同じ戦術でリヴィウまで戦線を押し返そうとした。攻勢に参加したロシア第11軍、ロシア第7軍、ロシア第8軍はドイツ南方軍とオーストリア第7軍、オーストリア第3軍と対峙した。
強力な砲撃の結果、当初はロシア軍の作戦は成功し、敵はもはやロシアの戦線から消えてしまった様にみえた。オーストリア軍は砲撃に抵抗する術がなく、オーストリア第3軍を中心にロシア軍の進軍を許してしまった。しかしホフマン率いるドイツ軍はブルシーロフ攻勢での大敗北を徹底的に研究しており、ロシアの攻撃に対して頑強に抵抗することができたため、ロシア軍は多大な損害を被ることになった。
ロシア軍の損害が増えるにつれ、歩兵の士気は低下した。作戦の成功の要因はもっぱら騎兵や、大砲やラーヴル・コルニーロフが創設した特殊な大隊によるものであった。他の大半の歩兵部隊は命令に従う事を拒否した。兵士委員会は将校に従うかどうかを議論していた。師団が完全に戦闘を拒否すると、あらゆる命令は師団委員会での議論なしでは実行されず、たとえ師団が従ったとしてもその時点では既にその命令を実行する機を逸してしまっていた。
7月16日までにロシアの前進は完全に失敗していた。7月19日にドイツ軍とオーストリア＝ハンガリー軍は反撃を開始し、ほとんど抵抗もなく、ガリツィアとウクライナのズブルチ川まで進軍していた。ロシアの前線は7月20日から23日にかけて崩壊し、ロシア軍は240km撤退した。ドイツ軍は補給が満たされている限り、いくらでもロシアを進軍できる状態だった。

## 結果
ロシア臨時政府は軍事的な破滅を招いたため、戦力の大半を失い、ボリシェヴィキによるクーデターの可能性が現実味を帯び始めた。この攻勢により、ロシア軍はむしろ自らが戦意を完全に喪失していることを証明してしまった。ロシアの将軍達は、自分の麾下にどれだけの兵がおり、下した命令が実行されているかどうかすら把握できなくなっていた。
この攻勢はボリシェビキの七月蜂起の開始のきっかけとなり、ルーマニアにも大きな影響を与えた。ルーマニアのロシア軍は当初オーストリア＝ハンガリー軍の戦線をヴランチャ県で破り、ケレンスキー攻勢を助けたが、その進軍も止まってしまった。
1917年の間、ドイツ軍とロシア軍の間では更なる戦闘が続けられた。1917年9月1日にドイツ軍はリガを攻撃して占領した。リガを防衛していたロシア兵は戦闘を拒否し、ドイツの進軍に反攻せず逃亡した。
ブルシーロフは責任を取らされて更迭され、1917年7月にコルニーロフが後任となった。しかし、コルニーロフは有効な戦争指導を行うためにはソビエトを打倒すべきとして8月にクーデター（コルニーロフ事件）を起こした。これは失敗に終わったが、クーデター鎮圧のため組織された赤衛隊の動員に関与したボリシェヴィキが急速に政治力・軍事力を増すことになり、十月革命に繋がっていく。